# Marcelo Costa (desenhista)
Marcelo Costa é um quadrinista brasileiro. Ao lado de seu irmão gêmeo, Magno Costa, lançou em 2011 as graphic novels Matinê e Oeste Vermelho. No ano seguinte, os dois ganharam o 24º Troféu HQ Mix na categoria "Novo talento (desenho)". No ano de 2017, Marcelo lançou dois trabalhos em parceria com seu irmão: Capitão Feio: Identidade, pelo selo graphic MSP; e a graphic novel A Herança Becker, pela editora Zarabatana.
Em 2013, Oeste Vermelho foi lançado na Argentina. Já Matinê será transformada em filme pelo diretor Elder Fraga, com o papel principal com o ator Julio Rocha.